# Нобилетин
Нобилети́н — флавоноид, выделяемый из кожуры цитрусовых. Представляет собой о-метилированный флавон, способный излечивать нарушения памяти, вызванные булбектомией (удалением  обонятельной луковицы).

## Фармакологический потенциал
Было обнаружено, что нобилетин обладает противовоспалительным и противоопухолевым действием, препятствует инвазии, пролиферации и образованию метастазов in vitro и в исследованиях на животных. Также было обнаружено, что он способен останавливать разрушение хряща.
Нобилетин увеличивает активность AMPA-рецепторов и усиливает долгосрочное потенцирование в культуре клеток.
Нобилетин способствует здоровому старению, действуя как агонист активирующий ядерные рецепторы ROR (орфанного рецептора, связанного с рецептором ретиноидной кислоты) улучшая метаболизм. В скелетных мышцах он активирует гены комплексов митохондриальной дыхательной цепи, что приводит к усилению их активности, и в частности к активацию Комплекса II cукцинатдегидрогеназы и оптимизации митохондрий, в результате которой увеличивается продукция АТФ и снижается уровень АФК